# Rhytisma ilicis-integrae
Rhytisma ilicis-integrae är en svampart som beskrevs av Y. Suto 2009. Rhytisma ilicis-integrae ingår i släktet Rhytisma och familjen Rhytismataceae.   Inga underarter finns listade i Catalogue of Life.